# Вацлав Агриппа
Вацлав Агриппа — (польск. Wacław Iwan Agryppa (Agrippa), около 1525 — 1597) — государственный деятель Великого Княжества Литовского, дипломат, полемист. Маршалок на сейме 1574 года, писарь польный литовский 1576—1585, каштелян минский (1586—1590) и смоленский (с 1590).

## Биография
Родился в семье писаря Венцлава Николаевича, известного как Михалон Литвин. Изначально был известен как Иван. Имел личный герб «Дэмбна зьменены» Нет информации о происхождении его матери, Катерины Станиславовны (первая жена Венцлава Николаевича, умерла до 1537 года), однако известно, что она владела частью Яшунского двора, которую получил её сын в 1554 году.
Учился в Лейпцигском (1554), Краковском (1548) и Витенбергском протестантских университетах, где поддерживал связь с лютеранскими публицистами.
В 1575 поддержал избрание королём польским и великим князем литовским Максимилиана II.
Принимал участие в походах Стефана Батория во время Ливонской войны, сторонник парти Радзивиллов. Участвовал в создании Статута ВКЛ (1588).

### Семья
Вацлав Агриппа был женат дважды. Его первой женой была Магдалена (в первом браке Пельгримовская), останки которой похоронены в лютеранском соборе, основанным её мужем в 1568 году в Гадетанах. Своему пасынку, так же будущему литератору, Гальяшу Пельгримовскому, сыну Магдалены Агриппа в завещании оставил свою библиотеку немецких и латинских книг. Второй женой Вацлава Агриппы была Регина, дочь полоцкого воеводы Николая Дорогостайского и Ганны Война. После смерти Агриппы она вышла замуж за новогрудского воеводу Николая Сапегу.

## Литературная и полемическая деятельность
Автор книги «Oratio funebris de illustrissimi principis et domini, domini Iohannis Radzivili Oliciae et Nesvisii ductis, vita et morte», в которой критиковал магнатов за любовь к азартным играм.
Эдмунд Бурше считал его автором религиозно-полемической поэмы «Апалагетык, гэта ёсць Абарона канфедарацыі» (1582).